# Коншин, Григорий Иванович
Григорий Иванович Коншин (11.10.1911 — 27.09.1976) — моторист мотовоза Литвиновского леспромхоза Ленского района Архангельской области. Стахановец, Герой Социалистического Труда (05.10.1957).

## Биография
Родился в деревне Березник Вельского уезда Вологодской губернии. Учился в сельской средней школе. В 1928 году после окончания четырех классов начал трудиться в лесу вместе с отцом. Окончил курсы трактористов, с 1930 года работал трактористом на вывозке леса. Одним из первых в районе освоил вывоз леса на тракторе по ледяной дороге.
С 1939-го по 1946 год служил в Красной Армии. Участник Советско-финляндской и Великой Отечественной войн. После демобилизации из армии вернулся на родину.
С 1946 года работал машинистом газогенераторного мотовоза. 34 года проработал в лесном хозяйстве, за эти годы вывез более шестисот тысяч кубометров древесины. Стал новатором лесозаготовительной промышленности.
За добросовестное отношение к труду, за высокие производственные показатели и выполнение социалистических обязательств получил 27 поощрений, в том числе четырежды поощрялся денежной премией, дважды вещевой (в 1936 году — патефоном с двадцатью пластинками, в 1938 году — карманными часами), имел пять благодарностей, пять Почётных грамот, дважды заносился в Книгу Почёта Литвиновского леспромхоза, в 1960 году — в областную Книгу Почёта.
Указом Президиума Верховного Совета СССР от 5 октября 1957 года за выдающиеся успехи, достигнутые в деле развития лесной промышленности, Коншину Григорию Ивановичу присвоено звание Героя Социалистического Труда с вручением ордена Ленина и золотой медали «Серп и Молот».
В 1962 году по состоянию здоровья перешёл работать в ремонтно-механическую мастерскую, где трудился слесарем вплоть до выхода на пенсию в 1971 году.
Член КПСС с 1960 года. Избирался депутатом Верховного Совета РСФСР 5-го созыва (1959—1963).
Награждён орденами Ленина (1957), Трудового Красного Знамени (1952), медалями.
Скончался 27 сентября 1976 года. Похоронен на кладбище в деревне Литвино Сойгинского сельского поселения Ленского района Архангельской области.